# シンジケートローン
シンジケートローン（英語: Syndicated loan）とは、借入人に対して、複数の貸付人（金融機関）が同一の契約で実施する融資（ローン）のこと。略してシローンとも呼ばれる。

## 概要
複数の金融機関などがシンジケート団を組み、同一の融資契約書に基づき、同一条件で信用供与を行う融資形態である。分類としては間接金融であるが、社債発行における市場型取引と似通っているため、市場型間接金融と位置づけられる。
資金を調達する企業はシンジケート団組成条件を「アレンジャー（不動産の証券化などで関係者の調整をする者）｣から受け、合意した場合は、アレンジャーにシンジケート組成の委託を行う。「アレンジャー」はインフォメーションレターを参加金融機関に配布し、参加表明した金融機関とシンジケート団を組成し、融資条件を調整する。
資金を借りる場合、調達企業が「エージェント」に融資申し込みを行い、参加金融機関はシンジケート口座に入金し、調達企業へ個別に貸し出す。元利金を支払う場合、調達企業は「エージェント」に一括して元利金を支払い、「エージェント」は参加金融機関に元利金を振り分けて支払い処理を行う。また、「エージェント」は契約条項の履行管理も行う。なお、一般的にはメインバンクが「アレンジャー」「エージェント」の双方を務めることが多いが、それ以外の金融機関が務める場合もある。
日本国内においては、契約書はJSLA（日本ローン債権市場協会）の標準契約書をベースにすることが多い。また、債権譲渡もJSLAの契約をベースに行われている。

## 当事者
借入人
融資の借入人。アレンジャーの指名（マンデート）を行う。基本的には、借入の調整は基本的にはアレンジャーとのみ行い、借入後の事務はエージェントのみと行う。
貸付人（シンジケート団）
アレンジャーが貸付人を招聘し、エージェントが融資事務管理を行う。なお、アレンジャー・エージェントはアレンジメント業務・エージェント業務を受託するのみで貸付を行わない場合もあり得る。
- アレンジャー（幹事） - 借入人から指名を受けて、借入人との条件調整、貸付人の招聘等を行う。借入人より組成手数料（アレンジメントフィー）を受領する。
  - ブックランナー（主幹事） - アレンジメント業務を実質的に取り仕切る者
  - マンデーテッドリードアレンジャー（主幹事） - 借入人よりアレンジャーのマンデートを受けた者の称号
  - リードアレンジャー（主幹事） - アレンジャーが複数いる場合に序列を表すために使用されることがある称号
  - ジョイントアレンジャー・共同アレンジャー（共同幹事） - アレンジャーが複数いる場合に使用されることがある称号
  - コアレンジャー（副幹事） - アレンジャーに準じた名誉的な称号としてコアレンジャーの名称が使われることもある。実質的にパーティシパントに近い。
- パーティシパント（参加者/参加金融機関/参加行/投資家） - 特別な役割が与えられていない貸付人。「平参加」ともいう。
- エージェント - 融資事務を受託し、借入人と貸付人の間に入り窓口となる。借入人より事務手数料（エージェントフィー）を受領する。以下の通り業務別に複数のエージェントで役割分担を行う場合もある。
  - ファシリティエージェント - 借入人からの通知の貸付人への取次や、貸付人の意思決定の取りまとめ等を実施
  - ペイイングエージェント - 資金決済関連の事務を実施
  - セキュリティエージェント - 担保管理関連の事務を実施

## 種類
ローン形態
- タームローン

基本的に長期（1年以上）の融資形態。主に設備投資資金、長期の運転資金、借り換え（リファイナンス）資金等に活用。
- コミットメント型タームローン

タームローンのうち、定められた期間内に実行が可能な形態。設備投資資金で実行時期が複数に分かれる場合等に活用。
- コミットメントライン

定められた限度額・期間内で実行可能な短期の融資形態。主に運転資金等に活用。
募集方式
- クラブディールシンジケーション

既存取引金融機関など限られた金融機関によりシンジケート団を組成
- ジェネラルシンジケーション

新規取引金融機関などを幅広く募集してシンジケート団を組成
組成の方式
- アンダーライト方式

アレンジャーが組成額全額の融資を引き受ける方式。貸付人を集められない場合はアレンジャーが融資を行う必要がある一方、アレンジメントフィーが相対的に高い傾向にある。
- ベストエフォート方式

アレンジャーが組成額全額を引き受けない方式。貸付人が集まらない可能性もあるが、アレンジメントフィーが相対的に安い傾向にある。

## 手順
組成・実行
- アレンジャーが借入人に条件を提案（タームシートを提示）
- 借入人がアレンジャーにマンデートを付与（マンデートレターを提出）
- アレンジャーが貸付人候補にインフォメーションメモランダム（案件説明資料）を提示し、招聘活動開始（ローンチ）
- 貸付人候補はコミットメントレター（参加表明書）をアレンジャーに提出
- アレンジャーが各貸付人への融資金額の割当（アロケーション）を確定
- アレンジャーが契約書の調整・作成を実施
- 契約書調印 - 当事者が多いため、各当事者が押印した調印頁をエージェントに送り、エージェント側で製本することが多い
- 融資実行 - 各貸付人がエージェント口座に

管理・返済
- 借入人は元利払いをエージェントに一括で行い、エージェントから各貸付人に分配することが多い
- 借入人はコベナンツに規定された資料提出は、エージェントに一括で行い、エージェントから各貸付人に資料展開されることが多い

## 契約
複数の貸付人が同一の契約書に調印するため、標準化されたJSLA（日本ローン債権市場協会）の標準契約書を使う。また、コベナンツが付される事が多い。
主なコベナンツ
- 報告・情報提供義務条項
- 担保制限（ネガティブ・プレッジ）条項
- 財務制限条項
  - 例：PL「経常利益が2期連続して赤字にならないこと」、BS「純資産が前期比75％を下回らないこと」

## メリット・デメリット
借入人のメリット
- 取引金融機関の拡大ができる[1]。
- 複数金融機関からの多額の資金調達ができる[1]。
- 複数金融機関からの借入の窓口をアレンジャー・エージェントに一本化にでき、事務手続きの削減ができる。

借入人のデメリット
- 手数料（アレンジメントフィー、エージェントフィー等）が必要[2]。

アレンジャーのメリット
- 手数料の獲得により採算性を高めることができる[1]。
- シンジケート団を組成することで、同一企業への融資集中を回避できる[1]。

アレンジャーのデメリット
- アンダーライト方式の場合、貸付人を集められないと自身で組成額全額を融資する必要がある。

貸付人（パーティシパント）のメリット
- 資産運用の多様化や効率化が可能となる[1]。
- 取引機会がなかった新規企業との取引が可能となる[1]。
- 地方金融機関の場合、貸出ポートフォリオのリスク分散ができる[1]。

貸付人（パーティシパント）のデメリット
- 相対取引に比較して経済条件が悪い（金利が低い）場合がある[要出典]。
- 借入人と直接やりとりができず、関係を深められない[要出典]。

## 市場
全国銀行協会の統計によると、日本のシンジケートローンの市場規模は以下の通り。
- 組成件数（2020年）：2,968件（タームローン1,675件、コミットメントライン1,293件）
- 組成金額（2020年）：34兆5,358億円（タームローン18兆7,397億円、コミットメントライン15兆7,961億円）
- 残高（2020年12月末）：94兆3,830億円（タームローン68兆182億円、コミットメントライン26兆3,648億円）

## 事例
典型的な例
- 借入人の大企業（主に東京・大阪に所在）のメインバンク（メガバンク等）がアレンジャーになり、地方銀行の東京支店・大阪支店等がパーティシパントとして参加（社債による資金運用と同様）。
- 借入人の地域有力企業のメインバンク（地方銀行）がアレンジャーになり、地域金融機関（第二地方銀行・信用金庫・信用組合等）が参加。